# Пачини, Джованни
Джованни Пачини (итал. Giovanni Pacini; 17 февраля 1796 — 6 декабря 1867) — итальянский композитор.

## Биография
Обучался музыке у Бонавентуры Фурланетто. Долгое время известен был в Италии под именем Pacini di Roma, вероятно, потому, что первоначальное музыкальное образование получил в Риме. Писал сначала духовную музыку, затем оперы (более семидесяти).
Из опер лучшей считается «Adelaide e Comingio», данная в 1817 г.
Оперы Пачини отличаются легкостью музыки, мелодичностью, но в них заметно влияние Россини, Беллини, Меркаданте. Его произведения исполнялись в оперных театрах Италии (Ла Скала, Милан; Театр Сан-Карло, Неаполь; Ла Фениче, Венеция; и др.), Бразилии, Франции.
Пачини писал ещё квартеты для струнных инструментов, кантаты, гимны, реквиемы, хоры и пр.; ему принадлежат также несколько теоретических произведений. В 1849—1860 гг. возглавлял Флорентийский музыкальный институт.
Его автобиография вышла в свет под заглавием «Le Mie Memorie artistiche» (Флоренция, 1865). После смерти Пачини издано продолжение этой автобиографии (Рим, 1872).

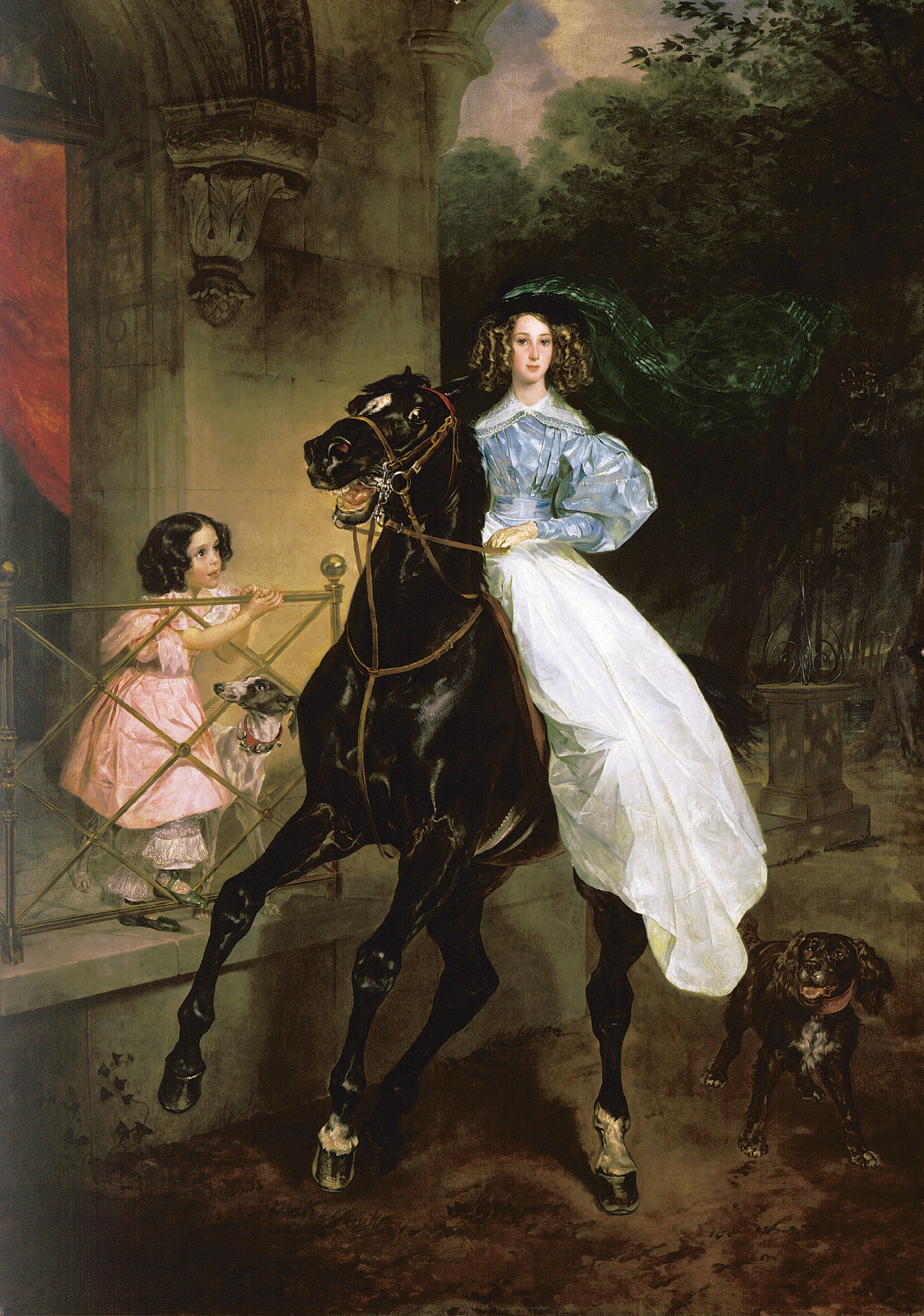
Всадница (картина) — портрет Джованины и Амацилии Пачини

Дочерей композитора после смерти супруги взяла на воспитание графиня Юлия Самойлова, их портреты оставил друг графини, Карл Брюллов.

## Оперы и их премьеры

### 1813—1819
- Don Pomponio — 1813, не закончена
- Annetta e Lucindo — 17 октября 1813, Театр S. Radegonda, Милан
- La ballerina raggiratrice — 1814, Театро делла Пергола[англ.], Флоренция
- L’ambizione delusa — 1814, Театр делла Пергола, Флоренция
- L’escavazione del tesoro — 18 декабря 1814, Пиза
- Gli sponsali de' silfi — 1814—1815, Театр de' Filodrammatici, Милан
- Bettina vedova (Il seguito di Ser Mercantonio) — 1815, Театр Сан-Моизе, Венеция
- La Rosina — 1815, Театр делла Пергола, Флоренция
- La Chiarina — 1815, Театр Сан-Моизе, Венеция
- L’ingenua — 4 мая 1816, Театр Сан-Бенедетто, Венеция
- Il matrimonio per procura — 2 января 1817, Театр Rè, Милан
- Dalla beffa il disinganno, ossia La poetessa — 1816—1817, Театр Rè, Милан (пересмотрена с новым либретто как Il carnevale di Milano, 23 февраля 1817, там же)
- Piglia il mondo come viene — 28 мая 1817, Театр Rè, Милан
- I virtuosi di teatro — 1817, Театр Rè, Милан
- La bottega di caffè — 1817, Театр Rè, Милан
- Adelaide e Comingio — 30 декабря 1817 Театр Rè, Милан (известна также как Isabella e Florange, Il comingio, Comingio pittore)
- Atala — июнь 1818, Театро-Нуово, Падуя
- Gl’illinesi — 1818, не закончена
- Il barone di Dolsheim — 23 сентября 1818, Театр Ла Скала, Милан (известна также как: Federico II re di Prussia, Il barone di Felcheim, La colpa emendata dal valore)
- La sposa fedele — 14 января 1819, Театр Сан-Бенедетто, Венеция
- Il falegname di Livonia — 12 апреля 1819, Театр Ла Скала, Милан

### 1820—1829
- Vallace, o L’eroe scozzese (14 февраля, 1820 Театр Театр Ла Скала, Милан) [известна также как: Odoardo I re d’Inghilterra]
- La sacerdotessa d’Irminsul (11 мая 1820 Театр Grande, Trieste)
- La schiava in Bagdad, ossia Il papucciajo (28 октября 1820 Театр Carignano, Турин) created by Giuditta Pasta
- La gioventù di Enrico V (26 декабря 1820 Театр Valle, Рим) [известна также как: La bella tavernara, ossia Le avventure d’una notte]
- Cesare in Egitto (26 декабря 1821 Театр Argentina, Рим) (либретто by Jacopo Ferretti)
- La vestale (6 февраля, 1823 Театр Ла Скала, Милан)
- Temistocle (23 августа 1823 Театр Giglio, Лукка)
- Isabella ed Enrico (12 июня 1824 Театр Ла Скала, Милан)
- Alessandro nelle Indie (29 сентября 1824 Театр Сан-Карло, Неаполь); revised, Milan Dec.26, 1826
- Amazilia (6 июля, 1825 Театр Сан-Карло, Неаполь)
- L’ultimo giorno di Pompei (19 ноября 1825 Театр Сан-Карло, Неаполь)
- La gelosia corretta (27 марта 1826 Театр Ла Скала, Милан)
- Niobe (19 ноября 1826 Театр Сан-Карло, Неаполь)
- Gli arabi nelle Gallie, ossia Il trionfo della fede (8 марта 1827 Театр Ла Скала, Милан) [revised with additions.: L’ultimo dei clodovei (1855 Théâtre Italien, Париж)]
- Margherita regina d’Inghilterra (19 ноября 1827 Театр Сан-Карло, Неаполь) [известна также как: Margherita d’Anjou]
- I cavalieri di Valenza (11 июня 1828 Театр Ла Скала, Милан)
- I crociati a Tolemaide, ossia Malek-Adel (13 ноября 1828 Театр Grande, Trieste) [известна также как: La morte di Malek-Adel]
- Il talismano, ovvero La terza crociata in Palestina (10 июня 1829 Театр Ла Скала, Милан)
- I fidanzati, ossia Il contestabile di Chester (19 ноября 1829 Театр Сан-Карло, Неаполь)

### 1830—1839
- Giovanna d’Arco (14 марта 1830 Театр Ла Скала, Милан)
- Il corsaro (15 января 1831 Театр Apollo, Рим) [rev: 1832 Театр Ла Скала, Милан]
- Il rinnegato portoghese (1831 Театр Ла Фениче, Венеция [не представлена])
- Ivanhoe (19 марта 1832 Театр Ла Фениче, Венеция)
- Don Giovanni Tenorio, o Il convitato di pietra (1832 Casa Belluomini, Viareggio)
- Gli elvezi, ovvero Corrado di Tochemburgo (12 января 1833 Театр Сан-Карло, Неаполь)
- Fernando duca di Valenza (30 мая 1833 Театр Сан-Карло, Неаполь)
- Irene, o L’assedio di Messina (30 ноября 1833 Театр Сан-Карло, Неаполь)
- Carlo di Borgogna (21 февраля 1835 Театр Ла Фениче, Венеция)
- Bellezza e cuor di ferro (1835 Casa Belluomini, Viareggio) [Complete revision of Matilda di Shabran by Rossini, with 3 new numbers by Pacini]
- La foresta d’Hermanstadt (1839 частное представление, Viareggio)
- Furio Camillo (26 декабря 1839 Театр Apollo, Рим)

### 1840—1849
- Saffo (29 ноября 1840 Театр Сан-Карло, Неаполь)
- L’uomo del mistero (9 ноября 1841 Театр Nuovo, Неаполь)
- Il duca d’Alba (26 февраля 1842 Театр Ла Фениче, Венеция) [известна также как: Adolfo di Warbel]
- La fidanzata corsa (10 декабря 1842 Театр Сан-Карло, Неаполь)
- Maria, regina d’Inghilterra (11 февраля 1843 Театр Carolino, Палермо)
- Medea (28 ноября 1843 Театр Carolino, Палермо) [rev: 1845, Vicenza]
- Luisetta, ossia La cantatrice del molo di Napoli (13 декабря 1843 Театр Nuovo, Неаполь)
- L’ebrea (27 февраля 1844 Театр Ла Скала, Милан)
- Lorenzino de' Medici (4 марта 1845 Театр Ла Фениче, Венеция) [во второй редакции Rolandino di Torresmondo (1858 Театр Сан-Карло, Неаполь), также часто исполнялась под названием Elisa Velasco]
- Bondelmonte (18 июня 1845 Театр alla Pergola, Флоренция) [позднее известна как: Buondelmonte]
- Stella di Napoli (11 декабря 1845 Театр Сан-Карло, Неаполь)
- La regina di Cipro (7 февраля 1846 Театр Regio, Турин)
- Merope (25 ноября 1847 Театр Сан-Карло, Неаполь)
- Ester d’Engaddi (1 февраля 1848 Театр Regio, Турин)
- Allan Cameron (18 марта 1848 Театр Ла Фениче, Венеция) [Эта опера была пересмотрена несколько раз.]
- L’orfana svizzera (1848 Театр Fondo, Неаполь)
- Alfrida, ossia Bertolozzi (1849 не представлена) [existance uncertain)

### 1850—1859
- Zaffira, o La riconciliazione (15 ноября 1851 Театр Nuovo, Неаполь)
- Malvina di Scozia (27 декабря 1851 Театр Сан-Карло, Неаполь)
- L’assedio di Leida (Elnava) (1852, не закончена)
- Rodrigo di Valenza (1852, не представлена) Возможно это ранняя версия Il Cid.
- Il Cid (12 марта 1853 Театр Ла Скала, Милан)
- Romilda di Provenza (8 декабря 1853 Театр Сан-Карло, Неаполь)
- La donna delle isole (1854, не представлена)
- La punizione (8 марта 1854 Театр Ла Фениче, Венеция) [первоначально сочин. как Lidia di Brabante для Театр Carolino, Палермо в 1853; revised as Lidia di Bruxelles and Niccolò de' Lapi].
- Margherita Pusterla (25 февраля 1856 Театр Сан-Карло, Неаполь)
- I portoghesi nel Brasile 1856 Театр Italiano, Рио-де-Жанейро, Бразилия)
- Il saltimbanco (24 мая 1858 Театр Argentina, Рим)
- Lidia di Bruxelles (21 октября 1858 Театр Comunale, Bologna); [эта же работа как Niccolò de' Lapi подготовленная в 1857 для Рио-де-Жанейро но не выполнена; посмертная премьера 29 октября, 1873 с оригинальным названием Lidia di Bruxelles, Театр Pagliano, Флоренция]

### 1860—1867
- Gianni di Nisida (29 октября 1860 Театр Argentina, Рим)
- Il mulattiere di Toledo (25 мая 1861 Театр Apollo, Рим)
- Belfagor (1 декабря 1861 Театр alla Pergola, Флоренция) [возможно сочиненная в 1851]
- Carmelita (1863, не представлена)
- Don Diego di Mendoza (12 января 1867 Театр Ла Фениче, Венеция)
- Berta di Varnol (6 апреля 1867 Театр Сан-Карло, Неаполь) [частично сочиненная в 1859]

### Сомнительного происхождения
- La chiarina (Carnival (1815—1816 San Moisè, Венеция) [probable confusion with work by Фаринелли (Farinelli)]
- I virtuosi di teatro  (1817 частное представление, Венеция) [возможно напис. Майр, Симон]
- La bottega di caffè (1817 частное представление, Венеция) [возможно напис. F. Gardi]